# Régence
A régence (ejtsd: [rézsansz]) egy rövid francia történelmi időszakot és egyben művészeti stílust egyaránt jelöl. Az előbbi az 1715 és 1723 közötti éveket jelöli, amelyekben Orléans-i Fülöp régens XV. Lajos király kiskorúsága idején vezette a francia kormányt. A művészeti stílus az 1715 és 1730 közötti éveket öleli fel és átmeneti formát jelent a rokokóra.
Nevét a kiskorú XV. Lajos helyett uralkodó orléans-i herceg régenségéről kapta. 

## Művészeti korszak

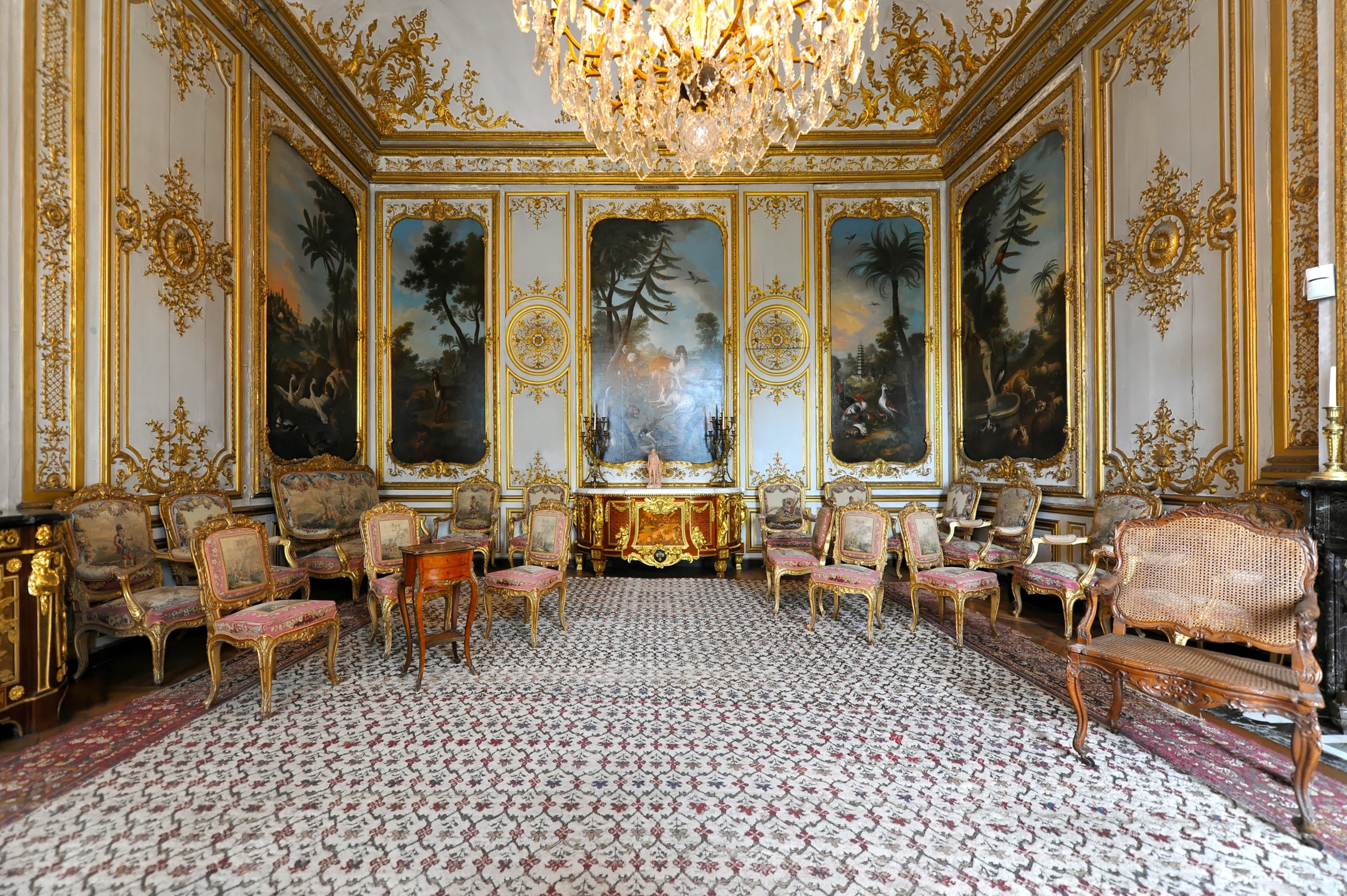
Régence-stílusú belső, Chantilly-kastély

E művészeti stílus megindítója Robert de Cotte építész; e stílusból alakult ki fokozatosan a francia rokokó. 
Mint önálló stílus inkább csak az ipar- és belső berendezés művészetében mutatható ki, míg a kor építészei, elsősorban Robert de Cotte klasszicizáló irányban dolgoztak tovább, bár művészetükben jóval több a lendület és elevenség, mint elődeik szigorúan klasszicista felfogású architektúrájában. 